# 秘密 (ときめきメモリアル Only Loveのキャラクターソング)
「秘密」（ひみつ）は、天宮小百合（牧島有希）と春日つかさ（吉川友佳子）と弥生水奈（藤田咲）の2枚目のシングル。2007年2月7日にKONAMIからリリース、キングレコードから販売された。

## 概要
- 表題曲「秘密」は、テレビアニメ『ときめきメモリアル Only Love』の後期エンディングテーマとして使用された。
- 歌っているのは同作品に登場するメインヒロイン・天宮小百合（牧島有希）と春日つかさ（吉川友佳子）と弥生水奈（藤田咲）の3人。
- ジャケットには、天宮小百合、牧島有希、弥生水奈がプリントされている。

## 収録内容
1. 秘密 [4:25]
作詞：黒須チヒロ、作曲：上原武、編曲：松井寛
  - テレビアニメ『ときめきメモリアル Only Love』後期エンディングテーマ
2. 真冬のヒマワリ [4:25]
作詞：黒須チヒロ、作曲：上原武、編曲：松井寛
3. ミニドラマ Another Chapter「ある初冬の日に…」 [6:10]
出演：天宮小百合（牧島有希）、春日つかさ（吉川友佳子）、弥生水奈（藤田咲）
4. 秘密（off vocal version）
5. 真冬のヒマワリ（off vocal version）